# Đồng (đơn vị tiền tệ)
Đồng (Mã giao dịch quốc tế: VND, ký hiệu: ₫ hoặc đ) là đơn vị tiền tệ của Việt Nam, do Ngân hàng Nhà nước Việt Nam phát hành.
Theo luật pháp hiện hành của Việt Nam, Đồng Việt Nam là phương tiện thanh toán pháp quy duy nhất tại Việt Nam, nghĩa là hàng hóa hay dịch vụ tại thị trường Việt Nam phải được niêm yết giá trị giao dịch bằng Đồng, người nhận tiền không được phép từ chối các tờ tiền đã được Ngân hàng Nhà nước Việt Nam quy định lưu hành bất kể mệnh giá (theo điều 23), và người trả tiền không được phép thanh toán ép buộc bằng các phương thức giao dịch khác (bao gồm các loại tiền tệ khác như Đô la Mỹ hay những vật thể không phải tiền). Một Đồng có giá trị bằng 10 hào, một hào chia nhỏ thành 10 xu. Hai đơn vị xu và hào vì lạm phát nên không còn được lưu hành nữa.
Tiền giấy được lưu hành hiện nay có các mệnh giá: 100 ₫, 200 ₫, 500 ₫, 1.000 ₫, 2.000 ₫, 5.000 ₫, 10.000 ₫, 20.000 ₫, 50.000 ₫, 100.000 ₫, 200.000 ₫ và 500.000 ₫. Hiện nay, thói quen làm tròn và không tiết kiệm mệnh giá nhỏ của người Việt khiến tờ 100 ₫ và 200 ₫ hiếm khi xuất hiện để tiêu thụ, với tờ 500 ₫ và 1.000 ₫ cũng đang phải đối mặt với tình trạng tương tự. Tiền kim loại (tiền xu) có các mệnh giá 200 ₫, 500 ₫, 1.000 ₫, 2.000 ₫ và 5.000 ₫; do lạm phát nên không còn được đúc nữa, tuy nhiên vẫn có thể giao dịch hợp pháp bằng xu. Các tờ tiền giấy mệnh giá 10.000 ₫, 20.000 ₫, 50.000 ₫, 100.000 ₫ đã được thay thế bằng các đồng tiền polymer với mệnh giá tương ứng.
Tính đến tháng 4 năm 2024, Việt Nam Đồng là đơn vị tiền tệ đứng thứ 4 trong những loại tiền tệ có giá trị thấp nhất trên thế giới (sau bảng của Liban, bolivar của Venezuela và rial của Iran thấp nhất thế giới), với một đô la Mỹ tương đương với khoảng 24.000 đồng.

## Từ nguyên
Tiền kim loại ở Việt Nam thời xưa thường làm bằng đồng, tiền đồng trong Hán văn được gọi là "đồng tiền" (chữ Hán: 銅錢). Từ thời Pháp thuộc đến nay "đồng" (銅) từ chỗ vốn là tên gọi của một thứ kim loại đã trở thành đơn vị tiền tệ chính thức ở Việt Nam, không phân biệt chất liệu làm nên tiền là gì.
Đơn vị tính toán của tiền Việt Nam thời phong kiến là "văn" (文), "mạch" (陌), "mân" (緡), "cưỡng" (繦, còn được viết là 鏹), "quán" (貫). Tiền kim loại khi dùng đơn độc được gọi là "văn". Chúng thường có lỗ ở giữa. Khi cần dùng nhiều văn người ta thường xỏ dây qua cái lỗ trên các văn tạo thành một xâu văn. Khi số lượng văn trên xâu văn đạt đến một số lượng nhất định nào đó tuỳ theo quy định của từng thời mà xâu văn ấy sẽ được gọi là "bách", "mân", "cưỡng", "quán".
Vì trên tiền có văn tự cho nên được gọi là "văn tiền" (文錢). Chữ "văn" 文 ở đây cũng như chữ "đồng" 銅 trong "đồng tiền" 銅錢 đã được tách ra dùng như một lượng từ để đo đếm tiền.
"Mạch" 陌 là dạng viết đại tả của chữ "bách" 百 có nghĩa là một trăm được mượn dùng để chỉ một trăm văn nhưng về sau không phải lúc nào bách cũng đúng bằng một trăm văn.
"Mân" 緡, "cưỡng" 繦/鏹, "quán" 貫 ban đầu là chỉ cái dây xâu tiền, được dẫn thân làm đơn vị đo đếm tiền.
Các bản dịch tiếng Việt hiện nay của cổ tịch Hán văn Việt Nam thường chuyển các tên gọi "văn", "bách", "mân", "cưỡng", "quán" sang các đơn vị tiền tệ quen dùng ở Việt Nam thời hiện đại, "văn" bị gọi là "đồng", "bách" gọi là "tiền", "cưỡng", "mân", "quán" gọi là "quan" (biến âm của "quán" 貫), gây ngộ nhận cho người đọc về đơn vị tiền tệ của Việt Nam thời xưa.
Ngày nay, "đồng" cũng có thể được người Việt dùng để chỉ đến những đơn vị tiền tệ nước ngoài. Một số cộng đồng dùng tiếng Việt ở hải ngoại cũng có thể dùng "đồng" để chỉ đơn vị tiền tệ địa phương.

## Lịch sử

### Thờithuộc Pháp

Tờ bạc 100 đồng Đông Dương

Trong thời kỳ này, đơn vị tiền tệ của cả khu vực Đông Dương là piastre, được dịch ra tiếng Việt là "đồng" hay đôi khi là "bạc". Tiền tệ do chính quyền trong giai đoạn này lấy bạc làm bản vị nhưng những đồng tiền của các triều vua nhà Nguyễn vẫn được lưu hành chủ yếu ở các vùng nông thôn mặc dù bất hợp pháp. Tiền đúc lúc đầu có đồng bạc México nặng 27,073 g (độ tinh khiết 902 phần nghìn), sau đó là đồng bạc Đông Dương được đúc ở Pháp nặng 27 g (độ tinh khiết là 900 phần nghìn). Tiền giấy thời kỳ này được Ngân hàng Đông Dương phát hành và có thể đem đến ngân hàng đổi thành bạc. Một sắc lệnh ngày 16 tháng 5 năm 1900 cho phép Ngân hàng Đông Dương in tiền giấy gấp ba lần số bạc đảm bảo nhưng khi Đệ nhất Thế chiến xảy ra thì tỷ lệ này không còn giữ được nữa, tiền giấy phát hành gấp nhiều lần số bạc đảm bảo. Sau một số biện pháp cải cách tiền tệ, ngày 31 tháng 5 năm 1930, Tổng thống Pháp có sắc lệnh quy định đồng bạc Đông Pháp (Đông Dương) có giá trị là 655 miligam vàng (độ tinh khiết 900 phần nghìn), từ đó chấm dứt chế độ bản vị bạc mà chuyển sang bản vị vàng.

### Thời kỳ sauCách mạng tháng Tám

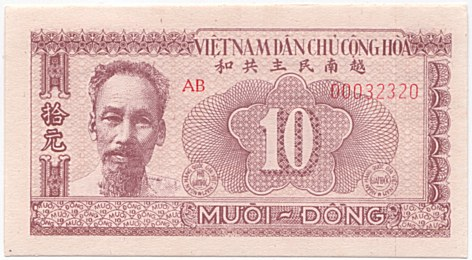
Tiền giấy 10 đồng Việt Nam Dân chủ Cộng hòa năm 1951

Tiền 50 đồng Việt Nam Cộng hòa năm 1975

#### Từ1945–1954
Sau khi nước Việt Nam Dân chủ Cộng hòa ra đời, ngày 31 tháng 1 năm 1946, Chủ tịch Hồ Chí Minh đã ký nghị định phát hành tiền Việt Nam Dân chủ Cộng hòa. Và ngày 31 tháng 11 năm 1946, giấy bạc Việt Nam Dân chủ Cộng hòa ra đời. Một mặt in chữ Việt Nam Dân chủ Cộng hòa bằng chữ quốc ngữ, chữ Hán và hình chủ tịch Hồ Chí Minh; một mặt in hình Nông - Công - Binh. Các loại giấy bạc đều có chữ số Ả rập, chữ Quốc ngữ, chữ Hán, Lào, Khmer chỉ mệnh giá, có ký tên Bộ trưởng Bộ Tài chính (Phạm Văn Đồng hoặc Lê Văn Hiến) và Giám đốc Ngân khố trung ương. Loại tiền này từng được gọi một cách dân dã là "tiền Cụ Hồ" vì trừ tờ 100₫ thì mặt trước của hầu hết các tờ tiền giấy đều in hình của Hồ Chí Minh và để phân biệt với các loại tiền khác lưu hành trước đó tại Việt Nam, vốn cũng được gọi là "đồng". Ngày 5 tháng 6 năm 1951, Hồ Chí Minh ký nghị định thành lập Ngân hàng Quốc gia Việt Nam và phát hành giấy bạc ngân hàng. Giấy bạc ngân hàng đổi lấy giấy bạc tài chính theo tỷ lệ 1 đồng ngân hàng đổi 10 đồng tài chính. Giấy bạc ngân hàng có các loại mệnh giá: 1 đồng, 10 đồng, 20 đồng, 50 đồng, 100 đồng, 200 đồng, 500 đồng, 1.000 đồng và 5.000 đồng. Một mặt in chữ "Việt Nam Dân chủ Cộng hòa" (chữ Hán và chữ quốc ngữ) và hình Hồ Chí Minh; một mặt in hình công - nông - binh, hình bộ đội ở chiến trường. Trên tờ giấy bạc có số hiệu, mệnh giá ghi bằng số Ả Rập, chữ quốc ngữ và chữ Hán.
Về sau, việc liên lạc giữa địa phương và trung ương có nhiều khó khăn, nên chính quyền trung ương cho phép Trung Bộ và Nam Bộ phát hành tiền riêng. Tiền này có mệnh giá 1 đồng, 5 đồng, 20 đồng, 50 đồng, 100 đồng. Hình ảnh trang trí cũng tương tự như giấy bạc ngân hàng chỉ khác là trên giấy bạc có chữ ký của Chủ tịch Ủy ban kháng chiến Nam Bộ (Phạm Văn Bạch), đại diện Bộ trưởng Tài chính và Giám đốc Ngân khố Nam Bộ. Một số tỉnh được phát hành tín phiếu, phiếu đổi chác, phiếu tiếp tế.... hoặc giấy bạc chỉ lưu hành trong tỉnh.
Thời kỳ đó, ở Nam Bộ nền kinh tế chia ra hai vùng, sử dụng hai loại tiền khác nhau, vùng thuộc kiểm soát của Pháp lưu hành tiền do Pháp phát hành. Mặt khác, mặc dù Chính phủ phát hành tiền Việt Nam Dân chủ Cộng hòa, nhưng do phương tiện giao thông còn khó khăn nên loại tiền này không thể được vận chuyển thường xuyên đến Nam Bộ. Chính vì thế, sau Cách mạng tháng Tám, nhân dân Nam Bộ vẫn sử dụng các loại tiền giấy, tiền kim loại do Pháp phát ra.

#### Từ1954–1975
Sau khi Pháp rời khỏi Việt Nam, miền Bắc và miền Nam có hai chế độ khác nhau, mỗi chế độ in tiền riêng, đều gọi là đồng.
Ở miền Nam, từ năm 1953 đã cho lưu hành tiền đồng riêng biệt.

### Sau1975
Khi mới thống nhất, tiền miền Nam đổi thành tiền giải phóng, với giá 500 đồng miền Nam cho mỗi đồng giải phóng từ Quảng Nam - Đà Nẵng trở vào, ở Thừa Thiên Huế trở ra, 1000 đồng tiền miền Nam đổi được 3 đồng giải phóng.
Vào năm 1978, sau khi thống nhất hai miền về mặt hành chính, lại có một cuộc đổi tiền nữa. Tỷ giá đổi tiền miền Bắc là 1 đồng thống nhất bằng 1 đồng cũ, trong khi tại miền Nam 1 đồng thống nhất bằng 8 hào tiền giải phóng.
Lần đổi tiền thứ ba diễn ra vào năm 1985, khi 10 đồng tiền cũ đổi thành 1 đồng tiền mới.

## Chính sách tỷ giá hối đoái
| Năm  | Hối suất    | Giá trị so với số liệu trước |
| ---- | ----------- | ---------------------------- |
| 1986 | 1:22,74     |                              |
| 1990 | 1:6.482,80  | 0,3%                         |
| 1995 | 1:11.038,25 | 58,7%                        |
| 2000 | 1:14.167,75 | 77,9%                        |
| 2005 | 1:15.858,92 | 89,3%                        |
| 2010 | 1:18.612,92 | 85,2%                        |
| 2015 | 1:21.697,57 | 85.8%                        |
| 2020 | 1:23.196,27 | 93,5%                        |

Ngân hàng Nhà nước Việt Nam đang thực hiện chính sách quản lý tỷ giá hối đoái theo hướng thả nổi có kiểm soát. Trong vòng vài ba năm trở lại đây (giai đoạn 2003 - 2005), đồng Việt Nam có tỷ giá khá ổn định so với đồng đô la Mỹ do chính sách của Ngân hàng Nhà nước chỉ cho đồng giảm giá khoảng 1% một năm. Sau khi đồng đô la Zimbabwe đổi giá vào đầu tháng 8 năm 2006, đơn vị đồng của Việt Nam trở thành đơn vị tiền thấp giá nhất trên thế giới trong một thời gian dài trước khi bị Rial Iran vượt qua. Hiện Việt Nam đồng là đồng tiền có giá trị thấp thứ 2 thế giới, sau Rial Iran.
Việt Nam đồng hiện vẫn là tiền tệ có khả năng tự do chuyển đổi thấp, chưa trở thành đồng tiền dùng trong thanh toán quốc tế. Ngân hàng Nhà nước Việt Nam đang thực hiện cố gắng nâng cao khả năng tự do chuyển đổi của đồng Việt Nam bằng cách trước mắt nâng cao tỷ trọng thanh toán xuất khẩu bằng đồng, tiến tới sử dụng đồng Việt Nam trong thanh toán nhập khẩu song song với việc tự do hóa hoàn toàn giao dịch vãng lai.

### Phá giá
Tháng 11 năm 2009, Chính phủ Việt Nam quyết định phá giá 5% đồng tiền Việt Nam, đồng thời tăng lãi suất lên 8%. Việc này được xem như là hành động làm căng thẳng thị trường tài chính châu Á, vì các nền kinh tế trong vùng đang tranh nhau tạo ưu thế với thị trường Âu Mỹ.
Ngày 11 tháng 2 năm 2010, Ngân hàng Nhà nước Việt Nam định lại mức tỷ giá bình quân liên ngân hàng giữa Việt Nam đồng và Đô la Mỹ, theo đó, một Đô la Mỹ bằng 18.544 đồng. Trước đó, mức tỷ giá là 17.941 đồng. Như vậy, đồng tiền Việt Nam bị phá giá 3,25% so với Đô la Mỹ. Đến ngày 28 tháng 2 năm 2010, mức tỷ giá ở thị trường chợ đen là 19.500 đồng.
Ngày 17/08/2010, Ngân hàng Nhà nước nâng tỷ giá từ mức 18.544 đồng/USD lên mức 18.932 đồng/USD, tăng 388 đồng.
Ngày 11/02/2011, Ngân hàng Nhà nước công bố quyết định tăng tỷ giá bình quân liên ngân hàng giữa USD với VND, từ 18.932 VND lên 20.693 VND (tăng 9,3%), cùng với đó là thu hẹp biên độ áp dụng cho tỷ giá của các ngân hàng thương mại từ ±3% xuống còn ±1%. Tuy nhiên đến ngày 19/02/2011 tỷ giá USD ở thị trường chợ đen là 22.300 đồng.
Việc đồng tiền mất giá ở Việt Nam đã thể hiện qua vài trường hợp cụ thể như một gia đình gửi ngân hàng tiết kiệm tháng 9 năm 1983 số tiền 90 đồng, giá trị một chỉ vàng. Đến tháng 3 năm 2015, rút ra thì được hơn 20.000, chỉ mua được một ổ bánh mỳ kẹp thịt.

## Các mệnh giá đang lưu hành

### Tiền giấy - Tiền polymer
| Mệnh giá  | Kích thước  | Màu chủ đạo           | Miêu tả     | Miêu tả                                                        | Miêu tả   | Ngày phát hành                                                                              |
| Mệnh giá  | Kích thước  | Màu chủ đạo           | Mặt trước   | Mặt sau                                                        | Loại giấy | Ngày phát hành                                                                              |
| --------- | ----------- | --------------------- | ----------- | -------------------------------------------------------------- | --------- | ------------------------------------------------------------------------------------------- |
| 100 ₫     | 120 × 59 mm | Nâu đen               | Quốc huy    | Chùa Phổ Minh                                                  | Cotton    | 2/5/1992                                                                                    |
| 200 ₫     | 130 × 65 mm | Nâu đỏ                | Hồ Chí Minh | Thu hoạch lúa tại cánh đồng 5 tấn tỉnh Thái Bình               | Cotton    | 30/09/1987                                                                                  |
| 500 ₫     | 130 × 65 mm | Đỏ cánh sen           | Hồ Chí Minh | Cảng Hải Phòng                                                 | Cotton    | 15/08/1989                                                                                  |
| 1.000 ₫   | 130 × 65 mm | Nâu xanh lá cây       | Hồ Chí Minh | Khai thác than                                                 | Cotton    | 1987                                                                                        |
| 2.000 ₫   | 130 × 65 mm | Nâu hồng              | Hồ Chí Minh | Tổng công ty Gang thép Thái Nguyên                             | Cotton    | 1987                                                                                        |
| 1.000 ₫   | 130 × 65 mm | Xanh nhạt, vàng       | Hồ Chí Minh | Khai thác gỗ bằng voi kéo ở Tây Nguyên                         | Cotton    | 20/10/1989                                                                                  |
| 2.000 ₫   | 130 × 65 mm | Nâu sẫm               | Hồ Chí Minh | Nhà máy dệt Nam Định                                           | Cotton    | 20/10/1989                                                                                  |
| 5.000 ₫   | 130 × 65 mm | Xanh lơ sẫm           | Hồ Chí Minh | Nhà máy thủy điện Trị An                                       | Cotton    | 15/01/1993                                                                                  |
| 10.000 ₫  | 140 × 68 mm | Đỏ tía                | Hồ Chí Minh | Vịnh Hạ Long                                                   | Cotton    | 15/10/1994                                                                                  |
| 10.000 ₫  | 132 × 60 mm | Nâu đậm trên nền vàng | Hồ Chí Minh | Mỏ dầu Bạch Hổ                                                 | Polymer   | 30/08/2006                                                                                  |
| 20.000 ₫  | 140 × 68 mm | Xanh lơ sẫm           | Hồ Chí Minh | Xưởng sản xuất đồ hộp                                          | Cotton    | 02/03/1993                                                                                  |
| 20.000 ₫  | 136 × 65 mm | Xanh lơ đậm           | Hồ Chí Minh | Chùa Cầu Hội An                                                | Polymer   | 17/05/2006                                                                                  |
| 50.000 ₫  | 140 × 68 mm | Xanh lá cây sẫm       | Hồ Chí Minh | Bến Nhà Rồng                                                   | Cotton    | 15/10/1994                                                                                  |
| 50.000 ₫  | 140 × 65 mm | Nâu tím đỏ            | Hồ Chí Minh | khu di tích Nghênh Lương Đình - Phu Văn Lâu                    | Polymer   | 17/12/2003                                                                                  |
| 100.000 ₫ | 145 × 71 mm | Nâu sẫm               | Hồ Chí Minh | Nhà sàn Bác Hồ                                                 | Cotton    | 01/09/2000                                                                                  |
| 100.000 ₫ | 144 × 65 mm | Xanh lá cây đậm       | Hồ Chí Minh | Quốc Tử Giám                                                   | Polymer   | 01/09/2004                                                                                  |
| 200.000 ₫ | 148 × 65 mm | Đỏ nâu                | Hồ Chí Minh | hòn Đỉnh Hương ở Vịnh Hạ Long                                  | Polymer   | 30/08/2006                                                                                  |
| 500.000 ₫ | 152 × 65 mm | Xanh lơ tím sẫm       | Hồ Chí Minh | Ngôi nhà tranh 5 gian tại Làng Sen, Kim Liên, Nam Đàn, Nghệ An | Polymer   | 17/12/2003                                                                                  |
| 50 ₫      | 165 × 82 mm | Hồng và đỏ            | Hồ Chí Minh | Tòa nhà trụ sở Ngân hàng Nhà nước Việt Nam                     | Polymer   | 06/05/2001                                                                                  |
| 100 ₫     | 163 x 82mm  | Đỏ và vàng            | Hồ Chí Minh | Tòa nhà trụ sở Ngân hàng Nhà nước Việt Nam                     | Cotton    | (tiền lưu niệm nhân dịp 65 năm thành lập Ngân hàng Nhà nước Việt Nam (6/5/1951 – 6/5/2016). |

### Tiền kim loại
| Mệnh giá | Thông số kỹ thuật | Thông số kỹ thuật | Thông số kỹ thuật | Thông số kỹ thuật | Miêu tả                          | Miêu tả                                                         | Miêu tả  | Ngày phát hành |
| Mệnh giá | Đường kính        | Độ dày mép        | Khối lượng        | Vật liệu          | Vành                             | Mặt trước                                                       | Mặt sau  | Ngày phát hành |
| -------- | ----------------- | ----------------- | ----------------- | ----------------- | -------------------------------- | --------------------------------------------------------------- | -------- | -------------- |
| 200 ₫    | 20,00 mm          | 1,45 mm           | 3,2 g             | Thép mạ nikel     | Trơn                             | "NGÂN HÀNG NHÀ NƯỚC Việt Nam", mệnh giá, hoa văn dân tộc        | Quốc huy | 17/12/2003     |
| 500 ₫    | 22,00 mm          | 1,75 mm           | 4,50 g            | Thép mạ nikel     | Khía răng cưa ngắt quãng 6 đoạn  | "NGÂN HÀNG NHÀ NƯỚC Việt Nam", mệnh giá, hoa văn dân tộc        | Quốc huy | 01/04/2004     |
| 1.000 ₫  | 19,00 mm          | 1,95 mm           | 3,80 g            | Thép mạ đồng thau | Khía răng cưa liên tục           | "NGÂN HÀNG NHÀ NƯỚC Việt Nam", mệnh giá, hình Thủy Đình, Đền Đô | Quốc huy | 17/12/2003     |
| 2.000 ₫  | 23,50 mm          | 1,80 mm           | 5,10 g            | Thép mạ đồng thau | Khía răng cưa ngắt quãng 12 đoạn | "NGÂN HÀNG NHÀ NƯỚC Việt Nam", mệnh giá, hình nhà rông          | Quốc huy | 01/04/2004     |
| 5.000 ₫  | 25,50 mm          | 2,20 mm           | 7,70 g            | Hợp kim CuAl6Ni2  | Khía vỏ sò                       | "NGÂN HÀNG NHÀ NƯỚC Việt Nam", mệnh giá, hình Chùa Một Cột      | Quốc huy | 17/12/2003     |

Cũng như các quốc gia khác, ý tưởng ban đầu của việc phát hành tiền kim loại (tiền xu) là để dùng vào việc thanh toán tại các máy bán hàng tự động. Tuy nhiên, thời điểm phát hành tiền xu, thị trường thanh toán tự động và hệ thống máy móc lại chưa phổ biến tại Việt Nam cho nên dân chúng vẫn dùng tiền xu song song với tiền giấy, đó là thói quen sai về mặt ứng dụng.
Tiền xu lại bất tiện hơn, nếu quy đổi thành cùng một mệnh giá tương đương, khối lượng tiền xu nặng hơn rất nhiều so với tiền giấy, gây khó khăn cho việc mang đựng, kiểm đếm. Kích cỡ bé, tròn nhưng nặng khiến cho tiền xu sẽ lăn rất xa nếu rơi và dễ vào chỗ hẹp như khe nhà, khe cống. Đã xảy ra những tai nạn về việc trẻ em nuốt tiền xu. Những bất tiện này cộng với việc máy bán hàng tự động hiện nay đã tương tác được với tiền giấy, khiến cho tiền xu không còn là cách thanh toán tự động duy nhất. Tiền xu không còn được sử dụng trong đời sống hằng ngày tại Việt Nam trên thực tế, dù rằng giá trị thanh toán của nó vẫn còn.